# Christoffer Eriksson (fotbollsspelare)
Lennart Christoffer Eriksson, född 25 maj 1990 i Råsunda församling, är en svensk fotbollsspelare (försvarare) som spelar för Assyriska FF.
Den 11 februari 2014 skrev Eriksson på för Assyriska FF.
År 2019 började Eriksson spela för Erikslund KF.